# Ensio Siilasvuo
Pehr Hjalmar Ensio Siilasvuo (do 1936 Strömberg, ur. 1 stycznia 1922 w Helsinkach, zm. 10 stycznia 2003 w Espoo) – fiński generał biorący udział w licznych misjach pokojowych ONZ (Cypr, Bliski Wschód), syn generała Hjalmara Siilasvuo. 

## Życiorys
W 1939 ukończył liceum w Oulu, a w 1941 szkołę wojskową, walczył w wojnie kontynuacyjnej i wojnie lapońskiej. W 1956 został wysłany na Bliski Wschód, jako dowódca fińskiej kompanii w składzie UNEF I. W 1958 został oficerem sztabowym w UNOGIL w Libanie. W latach 1964−1965 służył jako dowódca fińskiego batalionu w składzie UNFICYP.
W 1967 został zastępcą dowódcy UNTSO, a od lipca 1970 do października 1973 pełnił funkcję dowódcy. W 1973 został dowódcą misji UNEF II. Służbę w siłach pokojowych ONZ zakończył w 1979 oficer koordynujący siły pokojowe na Bliskim Wschodzie. W 1979 zakończył również służbę w Fińskich Siłach Zbrojnych. 
W 1982 był członkiem kolegium elektorów podczas wyborów prezydenckich. W 1998 został awansowany na stopień czterogwiazdkowego generała.

## Odznaczenia
Odznaczony następującymi odznaczeniami:
- Krzyż Wielki Orderu Lwa Finlandii
- III Klasa Order Krzyża Wolności
- IV Klasa Orderu Krzyża Wolności
- Krzyż Kawalerski I Klasy Orderu Białej Róży Finlandii
- Krzyż Żelazny II klasy
- Order Leopolda II
- Komandor Orderu Cedru
- Komandor Legii Honorowej
- Komandor Krzyża Wielkiego Orderu Gwiazdy Polarnej